# Caiac canoe la Jocurile Olimpice de vară din 2020 - K-1 500 m feminin
Proba feminină de caiac K-1 500 de metri de la Jocurile Olimpice de vară din 2020 a avut loc în perioada 4-5 august 2021 pe Sea Forest Waterway. 
La această probă vor participa 13 sportive. Dintre acestea, 6 vor fi selectate în urma Campionatului Mondial din 2019. Locurile rămase vor fi distribuite după calificările regionale, precum și după Cupa Mondială din 2020. Dintre cele cinci regiuni, Europa va primi două locuri, iar celelalte vor primi câte unul. De asemenea, unul dintre locuri a fost rezervat țării gazdă, Japonia.

## Program
Orele sunt ora Japoniei (UTC+9) 
| Data                    | Timp | Etapă                         |
| ----------------------- | ---- | ----------------------------- |
| Miercuri, 4 august 2021 | 9:30 | Calificări Sferturi de finală |
| Joi, 5 august 2021      | 9:30 | Semifinale Finala             |

## Rezultate

### Calificări
Primele trei canotoare din fiecare serie se califică în semifinale, iar celelalte se califică pentru sferturile de finală.

#### Seria 1
| Loc | Culoar | Canotoare        | Țară           | Timp     | Note |
| --- | ------ | ---------------- | -------------- | -------- | ---- |
| 1   | 3      | Hermien Peters   | Belgia         | 1:47,959 | SE   |
| 2   | 2      | Teresa Portela   | Portugalia     | 1:48,727 | SE   |
| 3   | 1      | Jule Hake        | Germania       | 1:48,758 | SE   |
| 4   | 4      | Isabel Contreras | Spania         | 1:49,256 | SF   |
| 5   | 5      | Milica Novaković | Serbia         | 1:49,802 | SF   |
| 6   | 6      | Yin Mengdie      | China          | 1:52,760 | SF   |
| 7   | 7      | Emily Lewis      | Marea Britanie | 1:55,743 | SF   |

#### Seria 2
| Loc | Culoar | Canotoare         | Țară      | Timp     | Note |
| --- | ------ | ----------------- | --------- | -------- | ---- |
| 1   | 1      | Anja Osterman     | Slovenia  | 1:49,402 | SE   |
| 2   | 3      | Justyna Iskrzycka | Polonia   | 1:49,893 | SE   |
| 3   | 5      | Volha Khudzenka   | Belarus   | 1:50,732 | SE   |
| 4   | 4      | Brenda Rojas      | Argentina | 1:54,541 | SF   |
| 5   | 7      | Yuliia Yuriichuk  | Ucraina   | 1:57,532 | SF   |
| 6   | 6      | Francesca Genzo   | Italia    | 1:59,712 | SF   |
| 7   | 2      | Natalya Sergeyeva | Kazahstan | 2:01,374 | SF   |

#### Seria 3
| Loc | Culoar | Canotoare               | Țară          | Timp     | Note |
| --- | ------ | ----------------------- | ------------- | -------- | ---- |
| 1   | 5      | Linnea Stensils         | Suedia        | 1:48,144 | SE   |
| 2   | 2      | Alyce Wood              | Australia     | 1:48,572 | SE   |
| 3   | 1      | Caitlin Regal           | Noua Zeelandă | 1:50,297 | SE   |
| 4   | 7      | Špela Ponomarenko Janić | Slovenia      | 1:50,498 | SF   |
| 5   | 4      | Svetlana Chernigovskaya | COR           | 1:52,311 | SF   |
| 6   | 3      | Manon Hostens           | Franța        | 1:53,668 | SF   |
| 7   | 6      | Amira Kheris            | Algeria       | 2:13,626 | SF   |

#### Seria 4
| Loc | Culoar | Canotoare         | Țară           | Timp     | Note |
| --- | ------ | ----------------- | -------------- | -------- | ---- |
| 1   | 4      | Danuta Kozák      | Ungaria        | 1:48,730 | SE   |
| 2   | 5      | Emma Jørgensen    | Danemarca      | 1:49,231 | SE   |
| 3   | 7      | Alyssa Bull       | Australia      | 1:49,416 | SE   |
| 4   | 2      | Michelle Russell  | Canada         | 1:51,081 | SF   |
| 5   | 3      | Deborah Kerr      | Marea Britanie | 1:51,375 | SF   |
| 6   | 1      | Ana Roxana Lehaci | Austria        | 1:55,067 | SF   |
| 7   | 6      | Samaa Ahmed       | Egipt          | 2:13,007 | SF   |

#### Seria 5
| Loc | Culoar | Canotoare             | Țară    | Timp     | Note |
| --- | ------ | --------------------- | ------- | -------- | ---- |
| 1   | 2      | Tamara Csipes         | Ungaria | 1:48,790 | SE   |
| 2   | 6      | Maryna Litvinchuk     | Belarus | 1:49,606 | SE   |
| 3   | 1      | Marta Walczykiewicz   | Polonia | 1:50,184 | SE   |
| 4   | 4      | Mariya Povkh          | Ucraina | 1:50,489 | SF   |
| 5   | 5      | Anamaria Govorčinović | Croația | 1:52,015 | SF   |
| 6   | 7      | Huang Jieyi           | China   | 1:52,385 | SF   |
| 7   | 3      | Lize Broekx           | Belgia  | 1:52,476 | SF   |

#### Seria 6
| Loc | Culoar | Canotoare              | Țară          | Timp     | Note |
| --- | ------ | ---------------------- | ------------- | -------- | ---- |
| 1   | 4      | Lisa Carrington        | Noua Zeelandă | 1:48,463 | SE   |
| 2   | 2      | Sabrina Hering-Pradler | Germania      | 1:49,932 | SE   |
| 3   | 3      | Viktoria Schwarz       | Austria       | 1:51,750 | SE   |
| 4   | 6      | Kira Stepanova         | COR           | 1:55,180 | SF   |
| 5   | 5      | Joana Vasconcelos      | Portugalia    | 1:57,513 | SF   |
| 6   | 1      | Anne Cairns            | Samoa         | 2:03,667 | SF   |

### Sferturi de finală
Primele trei canotoare din fiecare serie se califică în semifinale, iar celelalte sunt eliminate.

#### Sfertul de finală 1
| Loc | Culoar | Canotoare        | Țară    | Timp     | Note |
| --- | ------ | ---------------- | ------- | -------- | ---- |
| 1   | 4      | Isabel Contreras | Spania  | 1:51,235 | SE   |
| 2   | 3      | Manon Hostens    | Franța  | 1:54,095 | SE   |
| 3   | 5      | Yuliia Yuriichuk | Ucraina | 1:58,657 | SE   |
| 4   | 6      | Anne Cairns      | Samoa   | 2:02,525 |      |
| 5   | 7      | Samaa Ahmed      | Egipt   | 2:06,033 |      |

#### Sfertul de finală 2
| Loc | Culoar | Canotoare               | Țară           | Timp     | Note |
| --- | ------ | ----------------------- | -------------- | -------- | ---- |
| 1   | 5      | Svetlana Chernigovskaya | COR            | 1:49,323 | SE   |
| 2   | 7      | Lize Broekx             | Belgia         | 1:49,336 | SE   |
| 3   | 4      | Brenda Rojas            | Argentina      | 1:51,822 | SE   |
| 4   | 2      | Emily Lewis             | Marea Britanie | 1:51,996 |      |
| 5   | 6      | Ana Roxana Lehaci       | Austria        | 1:53,378 |      |
| 6   | 3      | Joana Vasconcelos       | Portugalia     | 1:56,622 |      |

#### Sfertul de finală 3
| Loc | Culoar | Canotoare               | Țară           | Timp     | Note |
| --- | ------ | ----------------------- | -------------- | -------- | ---- |
| 1   | 6      | Yin Mengdie             | China          | 1:49,268 | SE   |
| 2   | 4      | Špela Ponomarenko Janić | Slovenia       | 1:49,680 | SE   |
| 3   | 3      | Deborah Kerr            | Marea Britanie | 1:50,133 | SE   |
| 4   | 5      | Kira Stepanova          | COR            | 1:52,190 |      |
| 5   | 2      | Huang Jieyi             | China          | 1:52,689 |      |
| 6   | 7      | Natalya Sergeyeva       | Kazahstan      | 1:55,776 |      |

#### Sfertul de finală 4
| Loc | Culoar | Canotoare             | Țară    | Timp     | Note |
| --- | ------ | --------------------- | ------- | -------- | ---- |
| 1   | 3      | Milica Novaković      | Serbia  | 1:49,348 | SE   |
| 2   | 5      | Mariya Povkh          | Ucraina | 1:50,769 | SE   |
| 3   | 4      | Michelle Russell      | Canada  | 1:51,375 | SE   |
| 4   | 6      | Anamaria Govorčinović | Croația | 1:53,967 |      |
| 5   | 2      | Francesca Genzo       | Italia  | 2:01,744 |      |
| 6   | 7      | Amira Kheris          | Algeria | 2:07,548 |      |

### Semifinale
Primele două canotoare din fiecare serie se califică în finala A, locurile 3-4 se califică pentru finala B, locurile 5-6 se califică pentru finala C, iar celelalte sunt eliminate.

#### Semifinala 1
| Loc | Culoar | Canotoare         | Țară           | Timp     | Note |
| --- | ------ | ----------------- | -------------- | -------- | ---- |
| 1   | 4      | Tamara Csipes     | Ungaria        | 1:51,698 | FA   |
| 2   | 6      | Hermien Peters    | Belgia         | 1:52,829 | FA   |
| 3   | 5      | Caitlin Regal     | Noua Zeelandă  | 1:53,495 | FB   |
| 4   | 3      | Justyna Iskrzycka | Polonia        | 1:53,899 | FB   |
| 5   | 7      | Lize Broekx       | Belgia         | 1:54,489 | FC   |
| 6   | 2      | Isabel Contreras  | Spania         | 1:54,535 | FC   |
| 7   | 1      | Deborah Kerr      | Marea Britanie | 1:55,955 |      |

#### Semifinala 2
| Loc | Culoar | Canotoare         | Țară       | Timp     | Note |
| --- | ------ | ----------------- | ---------- | -------- | ---- |
| 1   | 4      | Danuta Kozák      | Ungaria    | 1:52,016 | FA   |
| 2   | 3      | Teresa Portela    | Portugalia | 1:52,557 | FA   |
| 3   | 6      | Volha Khudzenka   | Belarus    | 1:52,755 | FB   |
| 4   | 1      | Mariya Povkh      | Ucraina    | 1:53,659 | FB   |
| 5   | 5      | Maryna Litvinchuk | Belarus    | 1:56,386 | FC   |
| 6   | 2      | Viktoria Schwarz  | Austria    | 1:56,475 | FC   |
| 7   | 7      | Yin Mengdie       | China      | 1:56,977 |      |
| 8   | 8      | Yuliia Yuriichuk  | Ucraina    | 2:03,303 |      |

#### Semifinala 3
| Loc | Culoar | Canotoare               | Țară      | Timp     | Note |
| --- | ------ | ----------------------- | --------- | -------- | ---- |
| 1   | 4      | Linnea Stensils         | Suedia    | 1:51,902 | FA   |
| 2   | 3      | Emma Jørgensen          | Danemarca | 1:52,931 | FA   |
| 3   | 6      | Marta Walczykiewicz     | Polonia   | 1:53,860 | FB   |
| 4   | 5      | Sabrina Hering-Pradler  | Germania  | 1:54,140 | FB   |
| 5   | 2      | Jule Hake               | Germania  | 1:54,341 | FC   |
| 6   | 1      | Špela Ponomarenko Janić | Slovenia  | 1:54,710 | FC   |
| 7   | 8      | Michelle Russell        | Canada    | 1:55,549 |      |
| 8   | 7      | Svetlana Chernigovskaya | COR       | 1:56,066 |      |

#### Semifinala 4
| Loc | Culoar | Canotoare        | Țară          | Timp     | Note |
| --- | ------ | ---------------- | ------------- | -------- | ---- |
| 1   | 5      | Lisa Carrington  | Noua Zeelandă | 1:51,680 | FA   |
| 2   | 3      | Alyce Wood       | Australia     | 1:53,079 | FA   |
| 3   | 2      | Milica Novaković | Serbia        | 1:53,149 | FB   |
| 4   | 6      | Alyssa Bull      | Australia     | 1:54,038 | FB   |
| 5   | 4      | Anja Osterman    | Slovenia      | 1:54,235 | FC   |
| 6   | 7      | Manon Hostens    | Franța        | 1:57,394 | FC   |
| 7   | 1      | Brenda Rojas     | Argentina     | 1:58,301 |      |

### Finale

#### Finala C
| Loc | Culoar | Canotoare               | Țară     | Timp     | Note |
| --- | ------ | ----------------------- | -------- | -------- | ---- |
| 17  | 3      | Anja Osterman           | Slovenia | 1:55,051 |      |
| 18  | 4      | Jule Hake               | Germania | 1:55,638 |      |
| 19  | 2      | Isabel Contreras        | Spania   | 1:55,728 |      |
| 20  | 1      | Špela Ponomarenko Janić | Slovenia | 1:56,066 |      |
| 21  | 5      | Lize Broekx             | Belgia   | 1:56,842 |      |
| 22  | 6      | Maryna Litvinchuk       | Belarus  | 1:57,057 |      |
| 23  | 8      | Manon Hostens           | Franța   | 1:58,133 |      |
| 24  | 7      | Viktoria Schwarz        | Austria  | 1:59,475 |      |

#### Finala B
| Loc | Culoar | Canotoare              | Țară          | Timp     | Note |
| --- | ------ | ---------------------- | ------------- | -------- | ---- |
| 9   | 5      | Caitlin Regal          | Noua Zeelandă | 1:53,681 |      |
| 10  | 1      | Sabrina Hering-Pradler | Germania      | 1:53,919 |      |
| 11  | 2      | Justyna Iskrzycka      | Polonia       | 1:54,086 |      |
| 12  | 3      | Milica Novaković       | Serbia        | 1:54,458 |      |
| 13  | 4      | Marta Walczykiewicz    | Polonia       | 1:55,659 |      |
| 14  | 6      | Volha Khudzenka        | Belarus       | 1:55,933 |      |
| 15  | 7      | Mariya Povkh           | Ucraina       | 1:56,429 |      |
| 16  | 8      | Alyssa Bull            | Australia     | 1:56,799 |      |

#### Finala A
| Loc | Culoar | Canotoare       | Țară          | Timp     | Note |
| --- | ------ | --------------- | ------------- | -------- | ---- |
| 1   | 3      | Lisa Carrington | Noua Zeelandă | 1:51,216 |      |
| 2   | 5      | Tamara Csipes   | Ungaria       | 1:51,855 |      |
| 3   | 1      | Emma Jørgensen  | Danemarca     | 1:52,773 |      |
| 4   | 6      | Danuta Kozák    | Ungaria       | 1:53,414 |      |
| 5   | 4      | Linnea Stensils | Suedia        | 1:53,600 |      |
| 6   | 2      | Hermien Peters  | Belgia        | 1:53,716 |      |
| 7   | 7      | Teresa Portela  | Portugalia    | 1:55,814 |      |
| 8   | 8      | Alyce Wood      | Australia     | 1:57,251 |      |